# Senapsskinn
Senapsskinn (Gloeocystidiellum luridum) är en svampart som först beskrevs av Giacopo Bresàdola, och fick sitt nu gällande namn av Boidin 1951. Gloeocystidiellum luridum ingår i släktet Gloeocystidiellum och familjen Stereaceae.   Inga underarter finns listade i Catalogue of Life.
I den svenska databasen Dyntaxa används istället namnet Megalocystidium luridum för samma taxon.  Arten är reproducerande i Sverige.